# Přemyslovci
Přemyslovci byli první česká knížecí a královská dynastie (tzv. odnepaměti až do 4. srpna 1306), dále vládli také v Rakouských zemích (1251–1278), Polsku (1300–1306) a Uhersku (1301–1305). Ve vedlejší (levobočné) opavské linii Přemyslovci vymřeli (po meči) až roku 1521.
Přemyslovci byli jedinou původem českou panovnickou dynastií. Osobou krále Václava III. vymřel rod po meči a královská linie se po několika letech bojů o následnictví přenesla skrze sňatek Elišky Přemyslovny s Janem Lucemburským na lucemburskou dynastii. 
V českých zemích nadále (s výjimkou Jiřího z Poděbrad) vládli již jen panovníci s původem mimo domácí rody, nicméně vesměs šlo o potomky Přemyslovců v nepřímých (kognatických) liniích.

## Původ dynastie

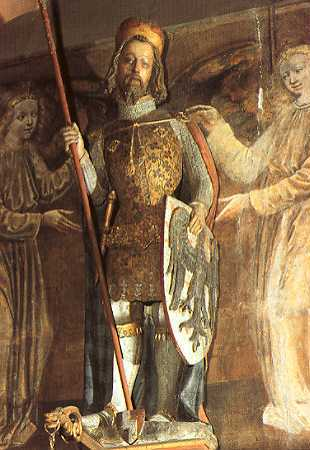
Socha sv. Václava v katedrále sv. Víta.

Podle tradice, zachycené na přelomu 11. a 12. století v Kosmově Kronice Čechů, byl zakladatelem rodu Přemyslovců Přemysl Oráč, pocházející ze Stadic, kterého si vyvolila za manžela Krokova dcera Libuše (v té době ale Stadice ještě neexistovaly). Jejich následníky byli dle pověstí Nezamysl, Mnata, Vojen, Vnislav, Křesomysl, Neklan a Hostivít. Hostivítovým synem údajně byl první historicky doložený český kníže Bořivoj I., u nějž se dodnes spekuluje o původu. K původu rodu se vyjadřuje také tzv. Kristiánova legenda z konce 10. století a autor svatováclavské legendy Diffundente sole. V obou těchto starších pramenech se hovoří o Přemyslu Oráči, příběh ale není zdaleka tak rozvinutý jako v Kosmově „literárnějším" podání.

### Alternativní teorie původu
Existují i jiné teorie původu dynastie Přemyslovců. Jednou z možností je jejich moravský původ. Podle teorie historika Lubomíra E. Havlíka, podporované J. Zástěrou a částečně také L. Galuškou, byl kníže Bořivoj synem moravského knížete Rostislava, přičemž tamní dynastie Mojmírovců mohla pocházet až od prvního slovanského vladaře Sáma, který je ztotožňován někdy také s Přemyslem jako zakladatelem státu.
Podle další teorie muzikologa V. Karbusického pocházejí jména dvanácti bájných knížat, potomků Přemysla a Libuše, z úryvku staroslověnského (či staročeského) textu-poselství Čechů k Frankům v 9. století. Nejspíše je to varování před válkou a zároveň nabídka míru, v souvislosti s významnou bitvou z roku 849. V tomto textu údajně bylo psáno: Krok’ kazi (Tetha), lubo premyšl, nezamyšl m’nata voj’n u‘ni zla, kr’z my s‘ neklan (am), gosti vit, což vykládá jako: Zastav své kroky, Tetha (oslovení tehdejšího vůdce Franků, popřípadě západních sousedů obecně) a raději přemýšlej, nezamýšlím na tebe vojnu ani zla, kříži my se neklaníme, hosty vítáme.

## Název
Česká knížata odvozovala původ svého rodu od bájného Přemysla Oráče, ale samotný název rodu „Přemyslovci“ je až novověkého původu. Přemyslovci se takto sami nenazývali, ani tak ve své době nazýváni nebyli. V pozdějších kronikách jako byla např. Hájkova Kronika česká byli nazýváni jako „kmen králuov českých, kterýž měl svuoj počátek od Přemysla“.
Název Přemyslovci (německy Przemysliden/Přemysliden) se v česky a německy psané literatuře objevuje od přelomu 20.-30. let 19. století, např. v textech Šebestiána Hněvkovského, Julia Maxe Schottky, Jana Erazima Vocela nebo Aloise Vojtěcha Šembery. Všeobecně používání názvu Přemyslovci rozšířily Dějiny národu českého od historika Františka Palackého.

## Období vlády
První historicky doložený Přemyslovec a jeho potomci v Čechách vládli více než 430 let – do roku 1306. Na trůně se jich vystřídalo pravděpodobně 30, z toho sedm králů.
Ke konci 10. století svedli Přemyslovci rozhodující boj o vrchní vládu nad Čechami s mocným rodem Slavníkovců, který skončil vyvražděním Slavníkovců na Libici 28. září 995. Otázka vztahů těchto dvou rodů je dodnes diskutovaná, Slavníkovci možná pro Přemyslovce nepředstavovali mocenskou hrozbu. Existují i alternativní teorie o tom, že Slavníkovci byli pouze jednou z větví Přemyslovců a tudíž šlo o mocenský boj v rámci rodu.
Po úspěších za vlády Boleslava I. a Boleslava II. nastal za vlády tří synů knížete Boleslava II. v 10. století velký úpadek českého knížectví v souvislosti s bratrovražednými boji mezi Přemyslovci a vzestupem okolních zemí – především pak Uher a Polska. Tato krize byla překonána až za vlády Břetislava I., který, poučen z těchto problémů, zavedl seniorátní řád, tj. dědictví nejstaršího člena přemyslovského rodu a rozdělil tím vládu svým pěti synům, z nichž nejstarší Spytihněv II. vládl jako kníže a jeho tři mladší bratři obdrželi vládu nad moravskými úděly – olomouckým, brněnským a znojemským – a poslední syn Jaromír (Gebhart) se věnoval církevní dráze. Ze synů Břetislava I. odvozovali svůj původ také moravští Přemyslovci, kteří vymřeli až za vlády krále Přemysla Otakara I., který se snažil eliminovat moc vedlejších větví rodu a soustředit ji do hlavní, pražské linie.
V roce 1085 získal jako první z Přemyslovců královský titul Vratislav II. V roce 1158 se totéž podařilo i jeho vnukovi Vladislavovi II. Oba Přemyslovci královský titul získali jako poctu a odměnu od císaře. Navíc i v tomto období se v přemyslovském rodě projevovaly velké rozpory mezi jednotlivými rodovými liniemi.
Od 11. století sahala moc Přemyslovců trvale také na Moravu, kterou spravovala jejich moravská větev jako údělná knížata olomoucká, brněnská a znojemská. Znojemská větev vymřela jako první – její poslední představitel Konrád II. Ota se stal českým knížetem, zemřel ovšem už v roce 1191. Brněnská větev skončila s bratry údělníky Spytihněvem a Svatoplukem na přelomu 12. a 13. století. Spytihněv žil velkou část svého života uvězněný na hradě Přimda. Posledním představitelem olomouckých Přemyslovců byl kaplan Sifrid, který zemřel v roce 1227. Poslední zprávy o vedlejší linii rodu, Děpolticích, byly v roce 1247. 

## Poslední Přemyslovci

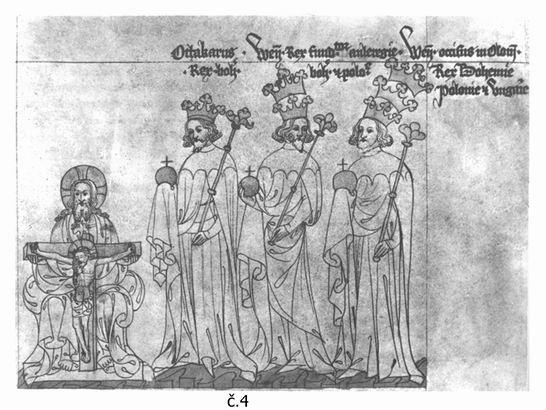
Poslední přemyslovští králové, Přemysl Otakar II., Václav II. a Václav III. ve Zbraslavské kronice

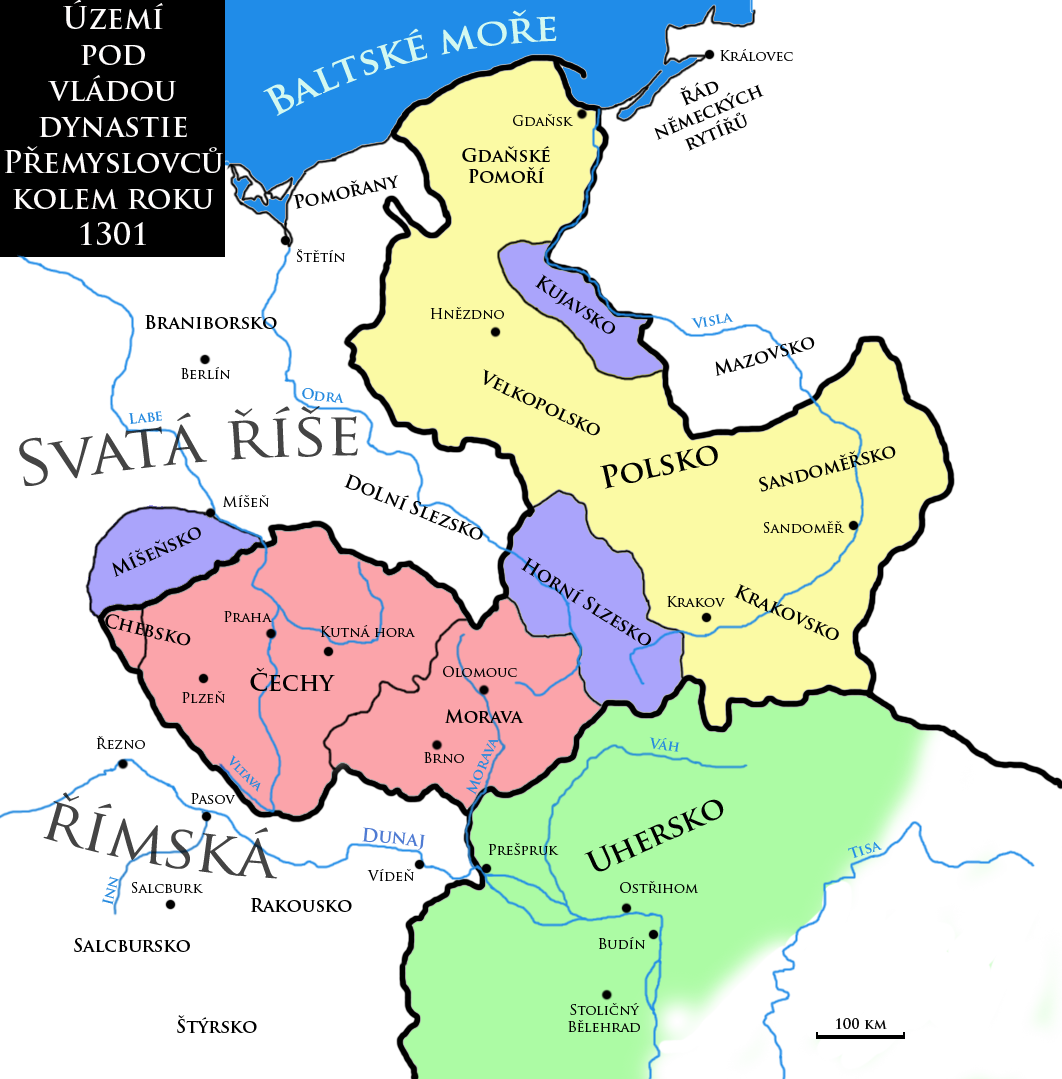
Území ovládané Přemyslovci kolem roku 1301
České království
Polské království
Pravděpodobný rozsah moci Václava III. v Uhrách
Země v lenní závislosti

Po státní krizi v poslední čtvrtině dvanáctého století na trůn usedl Přemysl Otakar I. a skončila tak řada rychle se střídajících knížat (sám Přemysl byl ostatně jedním z nich). Roku 1212 Přemysl I., dokonale využívající situace v říši, zajistil pro své potomky dědičný královský titul. V době vlády jeho syna Václava I. se česká zahraniční politika změnila z dosavadního víceméně defenzivního postoje na ofenzivní.
V osobě krále Přemysla Otakara II., syna Václava I., se v roce 1253 počet mužských členů rodu omezil jen na jednoho. Přemysl měl jen jednoho legitimního syna, Václava II. a ten také jen jednoho přeživšího mužského dědice, Václava III. Královská linie rodu Přemyslovců, k němuž se vážou počátky české státnosti, skončila nečekaně zavražděním mladého Václava III. v Olomouci dne 4. srpna 1306.
Přemyslovská linie poté ještě pokračovala po přeslici v dalších královských dynastiích, což byli Lucemburkové (1310–1436), Habsburkové (1436–1457), Jagellonci (1471–1526) a opět Habsburkové (1526–1740), posléze Habsbursko-Lotrinská dynastie (1740–1918). Žili také ještě královští levobočkové a hlavně představitelé významné, ale tentokrát už opravdu poslední vedlejší linie rodu – opavští Přemyslovci, potomci Přemysla Otakara II. a jeho milenky, rakouské šlechtičny Anežky z Kuenringu.

## Tělesná charakteristika
Podle zachovalých kosterních pozůstatků (studie E. Vlčka z vykopávek na Pražském hradě) je známo, že přemyslovská knížata měřila více než 170 cm, králové necelých 170 cm, byli štíhlí, ale svalnatí.
Svalové úpony prozrazují záměrný tělesný trénink s mečem. Zuby měli králové drobné; horní řada přesahuje poněkud dolní (předkus). Svalové úpony jsou na lebce utvořeny jenom málo; řada znaků, která charakterizuje typicky mužské lebky, chybí.
Přemyslovci, i když se mohli chlubit svalnatou atletickou postavou, nebyli žádní mohutní válečníci. Jejich rysy a utváření těla se vyznačovalo půvabem skoro ženským. To platí hlavně o obličeji. Vlasy a vousy měli hnědé nebo kaštanové. Jedinečnou galerii nejstarších příslušníků přemyslovské dynastie (do roku 1134) představují nástěnné malby ve znojemské rotundě svaté Kateřiny.

## Seznam vládnoucích Přemyslovců
| Vláda                                  | Panovník             | Poznámka |
| Přemyslovská knížata                   | Přemyslovská knížata | Přemyslovská knížata                                                                                               |
| -------------------------------------- | -------------------- | --- |
| 872 do asi 883 a od asi 885 do 888/890 | Bořivoj I.           | první historicky doložený Přemyslovec                                                                              |
| 894 do 915                             | Spytihněv I.         | syn Bořivojův |
| 915 do 921                             | Vratislav I.         | syn Bořivojův |
| 921 do 929/935                         | Svatý Václav         | syn Vratislavův |
| 929/935 do 967/972                     | Boleslav I.          | syn Vratislavův |
| 967/972 do 999                         | Boleslav II.         | syn Boleslava I.                                                                                                   |
| 999 do 1002 a 1003                     | Boleslav III.        | syn Boleslava II.                                                                                                  |
| 1003, 1004 až 1012, 1033 až 1034       | Jaromír              | syn Boleslava II.                                                                                                  |
| 1012 do 1033, 1034                     | Oldřich              | syn Boleslava II.                                                                                                  |
| 1034 do 1055                           | Břetislav I.         | syn Oldřichův |
| 1055 do 1061                           | Spytihněv II.        | syn Břetislavův |
| 1061 do 1092                           | Vratislav II.        | syn Břetislava I., od r. 1085 první český král (Vratislav I.)                                                      |
| 1092                                   | Konrád I. Brněnský   | syn Břetislava I.                                                                                                  |
| 1092 do 1100                           | Břetislav II.        | syn Vratislava II.                                                                                                 |
| 1100 až 1107, 1117 až 1120             | Bořivoj II.          | syn Vratislava II.                                                                                                 |
| 1107 do 1109                           | Svatopluk Olomoucký  | vnuk Břetislava I.                                                                                                 |
| 1109 až 1117, 1120 až 1125             | Vladislav I.         | syn Vratislava II.                                                                                                 |
| 1125 do 1140                           | Soběslav I.          | syn Vratislava II.                                                                                                 |
| 1140 do 1172                           | Vladislav II.        | syn Vladislava I., od r. 1158 druhý český král jako Vladislav I.                                                   |
| 1172 až 1173, 1178 do 1189             | Bedřich              | syn Vladislava II.                                                                                                 |
| 1173 do 1178                           | Soběslav II.         | syn Soběslava I.                                                                                                   |
| 1189 do 1191                           | Konrád II. Ota       | pravnuk Konráda I. Brněnského                                                                                      |
| 1191 do 1192                           | Václav (II.)         | syn Soběslava I.                                                                                                   |
| 1192 až 1193, 1197 až 1198 (poté král) | Přemysl Otakar I.    | syn Vladislava II.                                                                                                 |
| 1193 do 1197                           | Jindřich Břetislav   | vnuk Vladislava I., pražský biskup                                                                                 |
| 1197                                   | Vladislav Jindřich   | syn Vladislava II.                                                                                                 |
| Přemyslovští králové                   |                      | |
| 1061 do 1092                           | Vratislav II.        | syn Břetislava I., od r. 1085 první český král (Vratislav I.)                                                      |
| 1140 do 1172                           | Vladislav II.        | syn Vladislava I., od r. 1158 druhý český král jako Vladislav                                                      |
| 1198 do 1230                           | Přemysl Otakar I.    | třetí český král                                                                                                   |
| 1230 do 1253                           | Václav I.            | syn předešlého, čtvrtý český král                                                                                  |
| 1253 do 1278                           | Přemysl Otakar II.   | syn předešlého, pátý český král, také vévoda rakouský, štýrský, korutanský a kraňský                               |
| 1278 do 1305                           | Václav II.           | syn předešlého, šestý český král, od roku 1300 do r. 1305 také polský král                                         |
| 1305 do 1306                           | Václav III.          | syn předešlého, sedmý český král, v letech 1301–1305 uherský král jako Ladislav V., v letech 1305–1306 polský král |

## Přemyslovští vládci (označení tučně) a někteří další potomci
| - Bořivoj I. - Spytihněv I. - Vratislav I. - Sv. Václav - Boleslav I. - Boleslav II. - Boleslav III. - Jaromír - Oldřich - Břetislav I. - Spytihněv II. - Svatobor (Fridrich) - Vratislav II. (jeho potomci jsou kvůli přehlednosti uvedeni zvlášť) - Konrád I. Brněnský - Oldřich Brněnský - Vratislav Brněnský - Spytihněv Brněnský - Svatopluk Jemnický - Litold Znojemský - Konrád II. Znojemský - Konrád II. Ota - Helena Znojemská - Jaromír (biskup) - Ota I. Olomoucký - Svatopluk Olomoucký - Václav Jindřich Olomoucký - Ota II. Olomoucký - Ota III. Dětleb - Vladimír Olomoucký - Břetislav Olomoucký - Sifrid - Strachkvas - Doubravka - Boleslav Chrabrý - Vladivoj? - Mlada | - Vratislav II. - Břetislav II. - Judita Přemyslovna - Bořivoj II. - Lupolt Olomoucký - Vladislav I. - Vladislav II. - Bedřich - Svatopluk - Vojtěch - Přemysl Otakar I. - Vratislav - Dagmar Dánská - Václav I. - Vladislav Český - Božena Česká - Anežka Přemyslovna - Přemysl Otakar II. - Mikuláš Opavský - Kunhuta Přemyslovna - Anežka Přemyslovna - Václav II. - Václav III. - Anna Přemyslovna - Eliška Přemyslovna - Markéta Přemyslovna - Anežka Přemyslovna - Judita Přemyslovna - Anna Lehnická - Vladislav (moravský markrabě) - Přemysl (moravský markrabě) - Anežka Česká - Vladislav Jindřich - Richsa Česká - Děpolt I. - Děpolt II. - Děpolt III. - Jindřich Přemyslovec - Jindřich Břetislav - Svatava (Luitgarda) Česká - Judita Grojčská - Soběslav I. - Vladislav Olomoucký - Marie Česká - Soběslav II. - Oldřich - Václav II. (kníže) |

## Dědičná linie Přemyslovci – Lucemburkové – Jagellonci – Habsburkové
- Václav II.
  - Václav III.
  - Eliška Přemyslovna ∞ Jan Lucemburský
    - Karel IV.
      - Václav IV.
      - Zikmund Lucemburský
        - Alžběta Lucemburská ∞ Albrecht II. Habsburský
          - Ladislav Pohrobek
          - Alžběta Habsburská ∞ Kazimír IV. Jagellonský
            - Vladislav Jagellonský
              - Ludvík Jagellonský
              - Anna Jagellonská ∞ Ferdinand I. Habsburský
                - Maxmilián II. Habsburský